# Oculus Touch

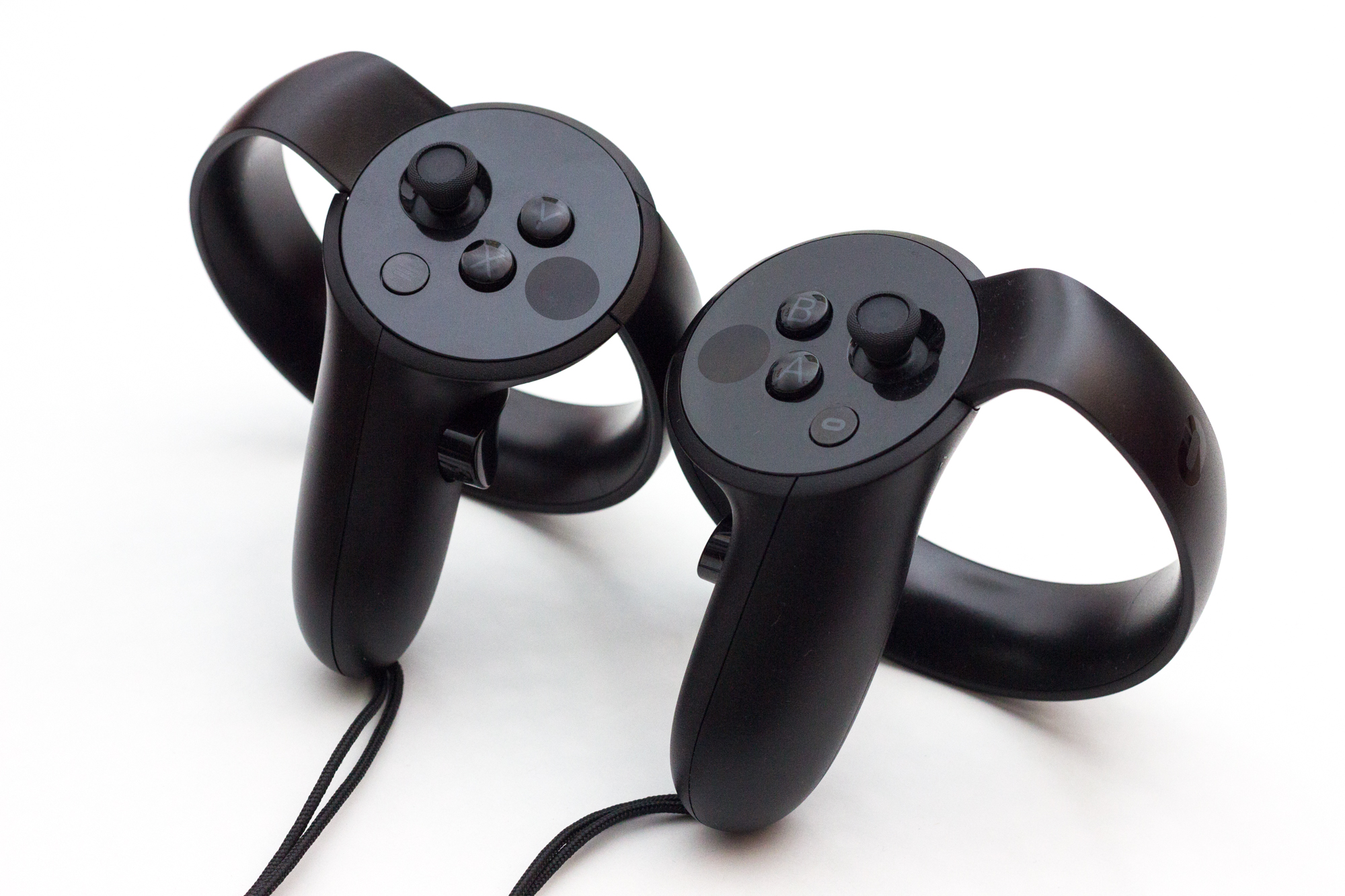
Oculus-Touch-Controller für die Oculus Rift CV1

Oculus Touch ist das Motion-Controller-System, das von Oculus VR, einer Tochter von Meta (vormals Facebook, Inc.), für deren Rift-Serien und Quest-Produkte eingesetzt wird. Es wurden drei Ausführungen der Controller entwickelt; die erste für die Verwendung in der ursprünglichen Oculus Rift, die externes Tracking verwendet, die zweite für die Verwendung mit der Rift S und der Oculus Quest, die Inside-Out-Tracking (siehe Optisches Tracking) verwenden, und die dritte für die Verwendung mit der Oculus Quest 2, die den zweiten Modellen ähnelt, aber das Tastenlayout der ersten hat. Oculus Touch besteht aus zwei Handgeräten, die jeweils mit einem Analogstick, drei Tasten und zwei Auslösern ausgestattet sind (einer wird üblicherweise zum Greifen, der andere bei Spiel-Anwendungen zum Schießen verwendet).